# UTC+2
|                        |                                                                     |
| Europäische Zeitzonen: |                                                                     |
| violett                | Azoren (UTC−1) Azoren, Sommerzeit (UTC±0)                           |
| lilablau               | Westeuropäische Zeit (UTC±0)                                        |
| blau                   | Westeuropäische Zeit (UTC±0) Westeuropäische Sommerzeit (UTC+1)     |
| rot                    | Mitteleuropäische Zeit (UTC+1) Mitteleuropäische Sommerzeit (UTC+2) |
| gelb                   | Kaliningrader Zeit (UTC+2)                                          |
| ocker                  | Osteuropäische Zeit (UTC+2) Osteuropäische Sommerzeit (UTC+3)       |
| hellgrün               | Moskauer Zeit / Türkei-Zeit (UTC+3)                                 |
| hellcyan               | Armenische Zeit / Aserbaidschanische Zeit / Georgische Zeit (UTC+4) |

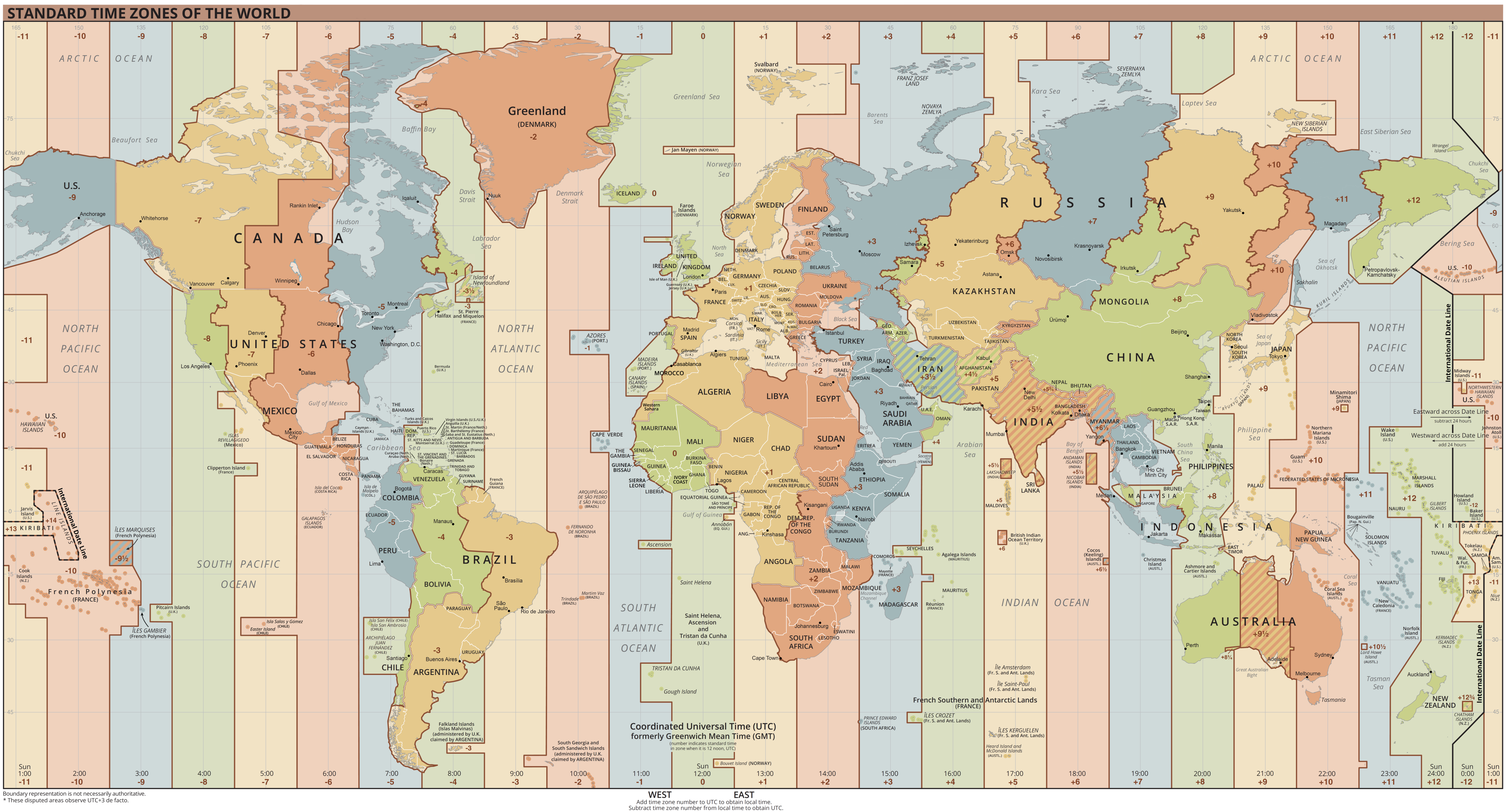
UTC+2 in Rot in Osteuropa, Nordost- und Südafrika

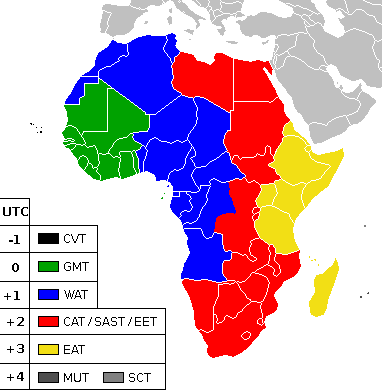
Afrikanische Zeitzonen, UTC+2 (CAT/SAST/EET) in Rot im Osten und Süden

UTC+2, in Europa die Osteuropäische Zeit (OEZ, engl. Eastern European Time, EET), ist eine Zonenzeit, die den Längenhalbkreis 30° Ost als Bezugsmeridian hat. Diese Zeit wird auch von den Zeitzonen Central Africa Time (CAT) und South Africa Standard Time (SAST) genutzt. Auf Uhren mit dieser Zonenzeit ist es zwei Stunden später als die koordinierte Weltzeit und eine Stunde später als die MEZ.
Die Mitteleuropäische Sommerzeit, die in deutschsprachigen Ländern von März bis Oktober gültig ist, entspricht der Standardzeit in der Zeitzone UTC+2, siehe auch: Sommerzeit #Mitteleuropäische Sommerzeit.

## Geltungsbereich

### Ganzjährig
in Europa (Osteuropäische Zeit):
- Russland
  -  Oblast Kaliningrad
- Ukraine[4][5]

in Afrika:
- Libyen
- Ägypten
- Sudan
- Südsudan
- Ruanda
- Burundi
- Demokratische Republik Kongo (östlicher Teil: Bas-Uele, Haut-Katanga, Haut-Lomami, Haut-Uele, Ituri, Kasaï, Kasaï-Central, Kasaï-Oriental, Lomami, Lualaba, Maniema, Nord-Kivu, Sankuru, Sud-Kivu, Tshopo, Tanganyika)
- Sambia
- Malawi
- Mosambik
- Simbabwe
- Namibia
- Botswana
- Eswatini
- Lesotho
- Südafrika

### Normalzeit (Nördliche Hemisphäre)
(Osteuropäische Zeit)
- Finnland
  -  Åland (einschließlich)
- Estland
- Lettland
- Litauen
- Moldau
- Rumänien
- Bulgarien
- Griechenland
- Zypern
  -  Türkische Republik Nordzypern (einschließlich)
- Vereinigtes Königreich:
  - Akrotiri und Dhekelia
- Libanon
- Israel
- Palästina

### Sommerzeit (Nördliche Hemisphäre)
- Albanien
- Andorra
- Belgien
- Bosnien und Herzegowina
- Dänemark
- Deutschland[6]
- Frankreich
- Italien
- Kroatien
- Kosovo
- Libyen
- Liechtenstein
- Luxemburg
- Malta
- Monaco
- Montenegro
- Niederlande
- Nordmazedonien
- Norwegen (einschließlich Spitzbergen und Jan Mayen, aber ohne Bouvetinsel)
- Österreich
- Polen
- San Marino
- Schweden
- Schweiz[7]
- Serbien
- Slowakei
- Slowenien
- Spanien (ohne  Kanarische Inseln)
- Tschechien
- Ungarn
- Vatikanstadt
- Vereinigtes Königreich:
  -  Gibraltar

### Normalzeit (Südliche Hemisphäre)
- Namibia war der einzige afrikanische Staat der südlichen Hemisphäre, der eine Zeitumstellung eingeführt hatte. Im Südsommer (September bis April) galt zwischen 1994 und 2017 die vormalige Standardzeit UTC+2, im Südwinter (April bis September) hingegen die UTC+1. Diese Regelung galt für alle Regionen Namibias mit Ausnahme der Region Sambesi. Die Zeitumstellung in Namibia fand am ersten Sonntag im September beziehungsweise am ersten Sonntag im April statt, sodass wenige Wochen im Jahr Zeitgleichheit mit Mitteleuropa herrschte. Am 7. August 2017 wurde die Umstellung mit Wirkung zum 3. September 2017 abgeschafft und UTC+2 wieder, wie vor 1994, ganzjährig behalten.[8][3] Siehe auch: Gesetzliche Zeit in Namibia